# Oktibbeha County
Oktibbeha County er et county i den amerikanske delstat Mississippi. 
33°26′N 88°53′V / 33.43°N 88.88°V